# Zuiderzeemuseum

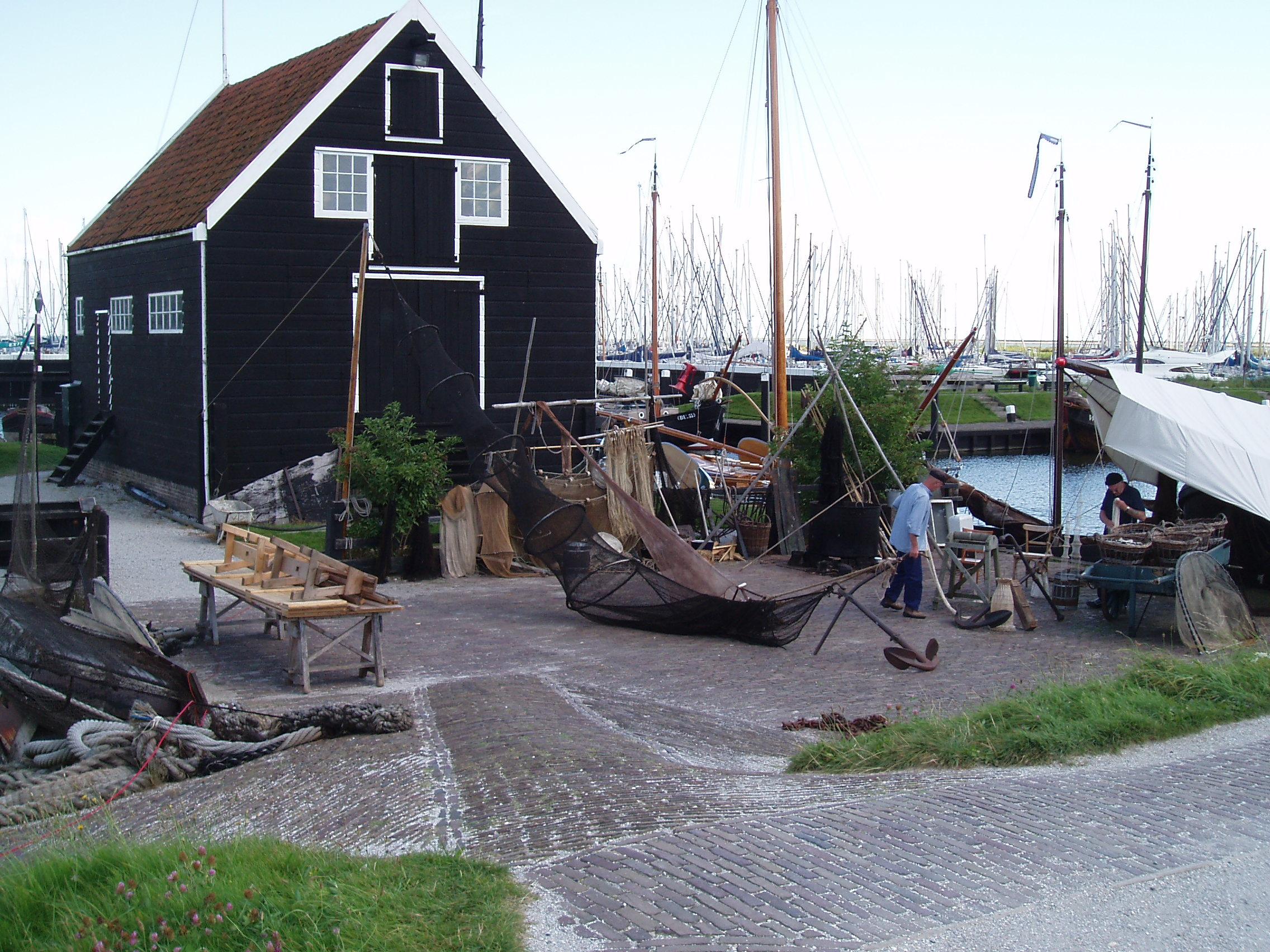
Elements de pesca al Zuiderzeemuseum

El Zuiderzeemuseum (en català Museu Zuiderzee) està situat a Enkhuizen, Països Baixos, i mostra com vivia la gent a la vora del Zuiderzee. Allà es pot veure, escoltar, degustar i olorar la vida quotidiana al voltant del Zuiderzee tal com era abans que l'Afsluitdijk transformés el mar Zuiderzee en el llac IJsselmeer el 1932. El Museu Zuiderzee està orientat cap al passat, l'actualitat i el futur d'aquesta zona. Se centra en els temes de l'aigua, l'artesania i l'activitat social. Aquesta història es visualitza a dos llocs, al Museu a l'aire lliure amb edificis històrics i al Museu interior amb exposicions temàtiques.

## Museu a l'aire lliure

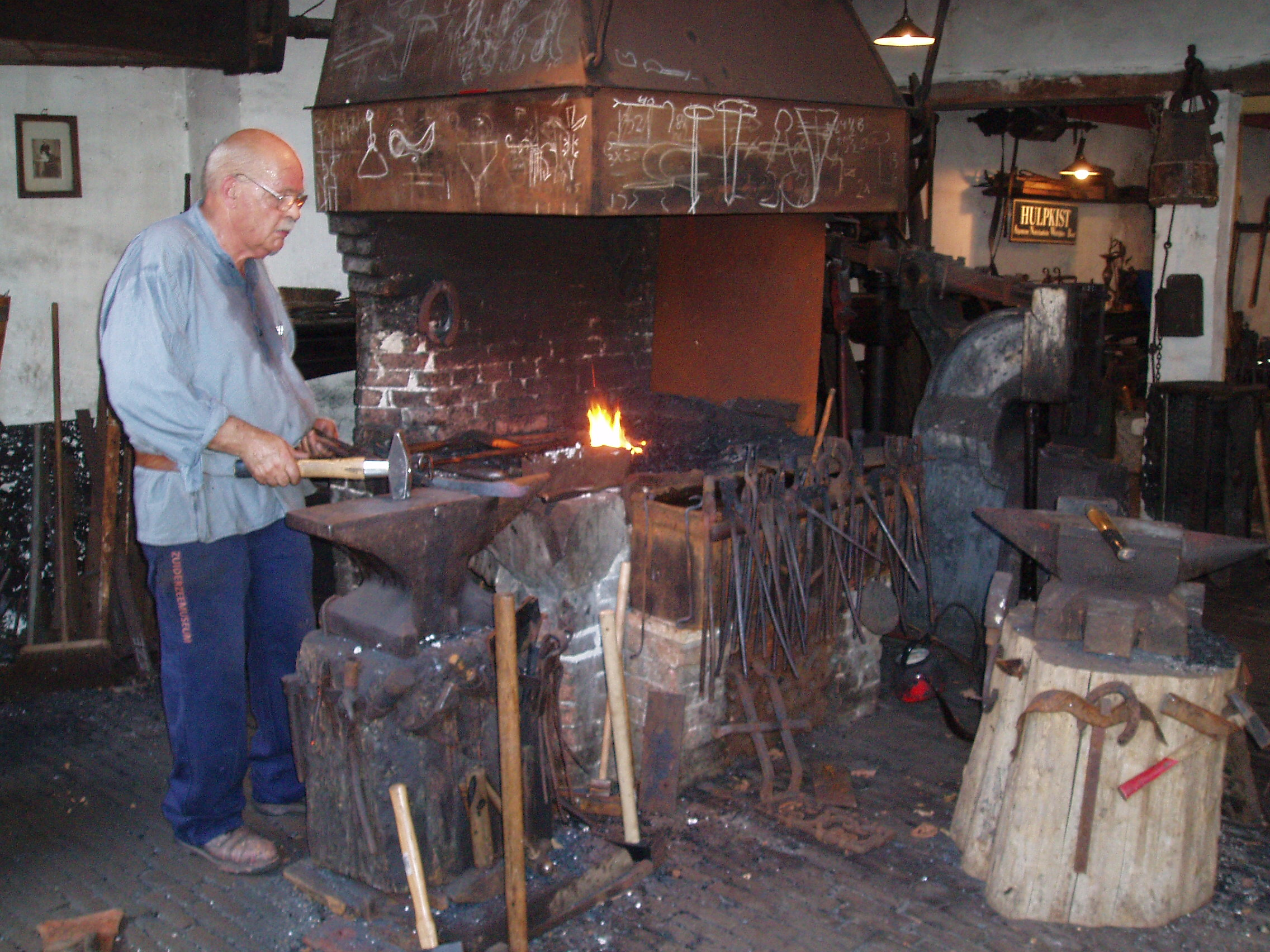
Demostració del treball amb ferro al Zuiderzeemuseum

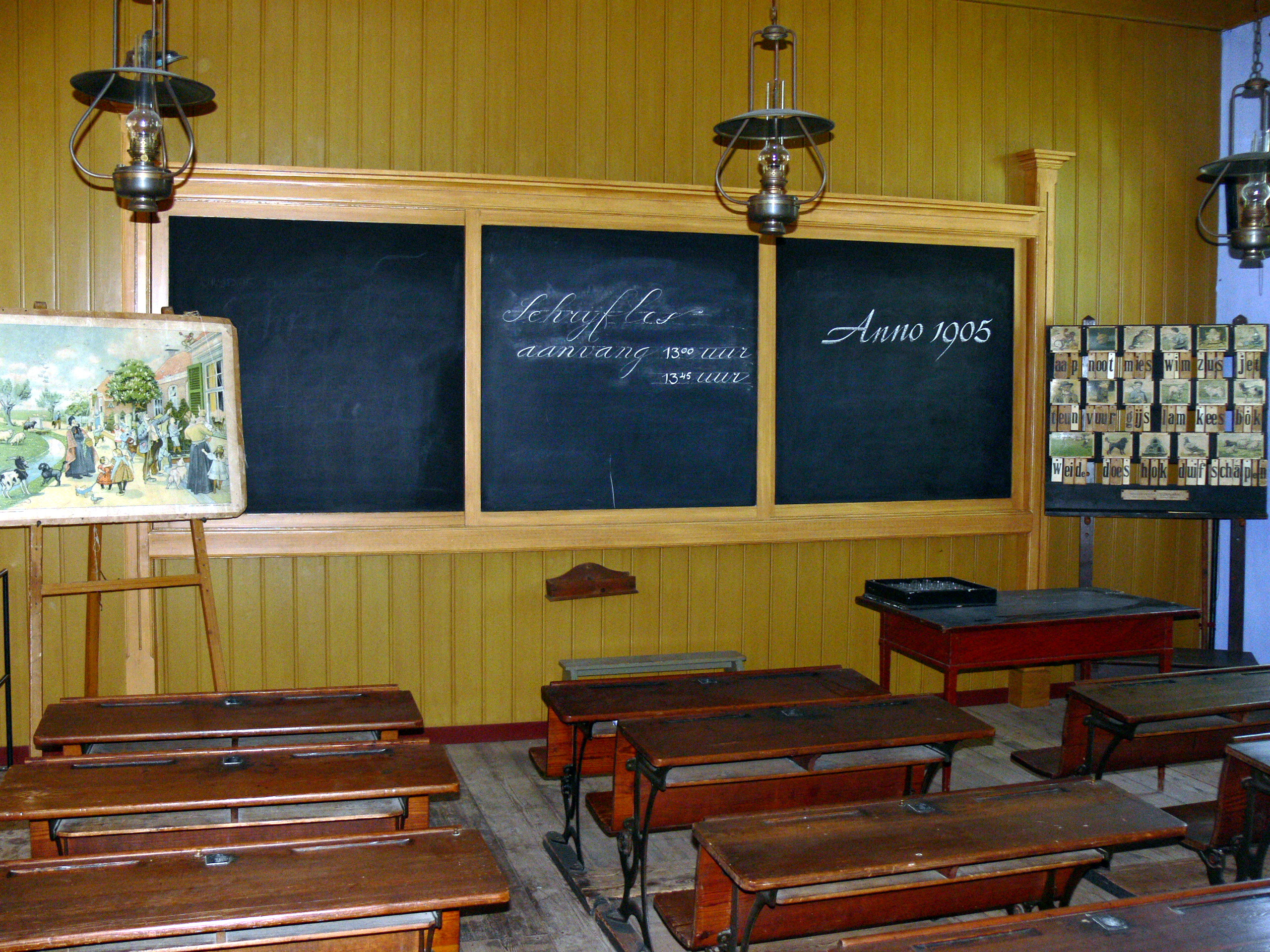
Aula de 1905 al Zuiderzeemuseum

Té una superfície de 15 hectàrees i alberga edificis autèntics de l'antiga regió de Zuiderzee, com ara una església, un cobert per curar el peix, un molí, un magatzem de formatges, botigues i habitatges dels pobles pesquers dels voltants. Diverses presentacions ofereixen una interpretació moderna de l'artesania, els materials i els temes tradicionals.

## Museu interior

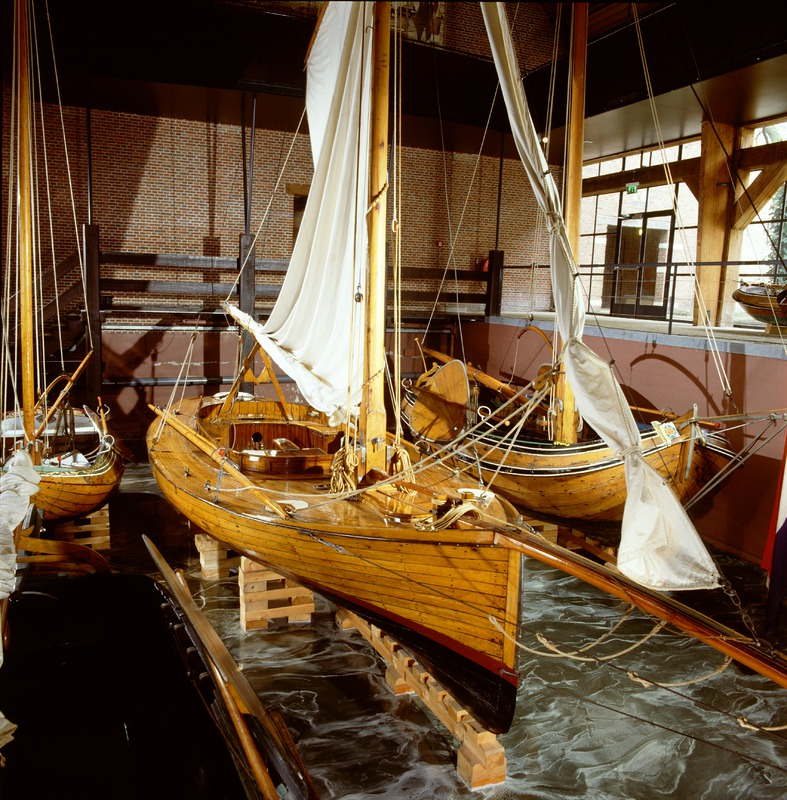
Exposició de vaixells al Zuiderzeemuseum

El Museu interior és la cambra del tresor del Zuiderzee. Les exposicions temporals mostren la rica col·lecció del Museu. Per exemple, l'exposició "Viatge al voltant del Zuiderzee" presenta els aspectes més destacats de la vida als pobles de l'antic Zuiderzee mitjançant la història, la fotografia, la vestimenta tradicional i l'exhibició atractiva i educativa de la familiar. També té la major col·lecció de vaixells de fusta als Països Baixos, els quals són els objectes més importants de la col·lecció del Museu.

## Fons
«Museum» (en anglès).   Zuiderzee Museum Enkhuizen. [Consulta: 21 agost 2017].